# Calocarcelia amazonica
Calocarcelia amazonica là một loài ruồi trong họ Tachinidae.